# Letizia Meneghelli
Letizia Meneghelli (fl. XX secolo) è stata una schermitrice italiana, specializzato nel fioretto. Ha vinto una medaglia di bronzo ai Campionati internazionali di scherma.

## Palmarès
In carriera ha ottenuto i seguenti risultati:

### Mondiali
Individuale
A squadre
- Bronzo nel fioretto a Varsavia 1934